# Blood in Our Wells
Blood in Our Wells (in ucraino Кров у Наших Криницях) è il quarto album della Black metal band ucraina Drudkh, pubblicato il 23 marzo del 2006 dalla casa discografica inglese Supernal Music. L'album è dedicato alla memoria di Stepan Bandera, tra i leader leggendari dell'Organizzazione dei nazionalisti ucraini. Il nome dell'album viene da una poesia del 1935 del poeta ucraino Oleh Olzhych.

## Tracce
1. Навь (Nav') - 2:25
2. Борозни Богів (Furrows of Gods) - 8:57
3. Коли Пломінь Перетворюється на Попіл (When the Flame Turns to Ashes) - 10:37
4. Самітність (Solitude) - 12:24
5. Вічність (Eternity) 10:38
6. Українська Повстанська Армія (Ukrainian Insurgent Army) - 5:02

## Formazione
- Roman Saenko - chitarra, basso
- Thurios - voce, tastiere
- Amorth - batteria, tastiere